# Чепичка, Алексей
Алексей Чепичка (чеш. Alexej Čepička; 18 августа 1910, Кромержиж, Австро-Венгрия — 30 сентября 1990, Прага, ЧСФР) — чехословацкий политик, военный и государственный деятель, ближайший сподвижник и зять лидера Коммунистической партии Чехословакии (КПЧ) Клемента Готвальда. Член Президиума (Политбюро), секретарь ЦК КПЧ в 1951—1956. Член правительства Чехословакии — министр внутренней торговли (1947—1948), министр юстиции (1948—1950), генерал армии и министр обороны (1950—1956), первый вице-премьер (1953—1956). Проводил жёсткий сталинистский курс, участвовал в политических репрессиях. После смерти Готвальда и XX съезда КПСС отстранён от власти, обвинён в многочисленных злоупотреблениях и исключён из КПЧ.

## Юрист, коммунист, заключённый
Родился в чешской семье небогатого почтового служащего. Алексею Чепичке было восемь лет, когда в результате распада Австро-Венгрии образовалась Первая Чехословацкая республика. Он с отличием окончил Кромержижскую гимназию. Проявлял творческие наклонности, устраивал дискуссии о культуре и театральные представления, общался с известным актёром и драматургом Яном Верихом, увлечённо занимался теннисом. Поступил на юридический факультет Пражском университете. Работал в Остраве юрисконсультом адвокатской конторы.
В 1929 Алексей Чепичка вступил в Коммунистическую партию Чехословакии (КПЧ). Занимался информационно-пропагандистской деятельностью, но не отличался большой политической активностью. В 1942 Чепичка как коммунист был арестован гестапо. До конца Второй мировой войны находился в нацистских концлагерях Освенцим и Бухенвальд.

## Начало политической карьеры
После освобождения в 1945 Алексей Чепичка возглавил Национальный комитет — орган городской власти Кромержижа. Вскоре он женился на Марте Готвальдовой, дочери Клемента Готвальда — генерального секретаря и председателя КПЧ, впоследствии премьер-министра и президента Чехословакии. Этот брак стал залогом быстрой политической карьеры Чепички. Идеологически и политически Чепичка стоял на позициях ортодоксального сталинизма, что обеспечивало ему покровительство Готвальда.
На выборах в Учредительное собрание 1946 Алексей Чепичка был избран депутатом от КПЧ. С 1948 — депутат Национального собрания Чехословацкой Республики. В декабре 1947 назначен министром внутренней торговли в правительстве Клемента Готвальда. Занимал эту должность короткое время, но отметился жёстким курсом огосударствления экономики, «борьбы со спекуляцией» и национализации оптовой торговли. Организовывал специальные рейды для поиска и изъятия дефицитных товаров, особенно текстиля.

## В партийно-государственном руководстве
Февральские события в Чехословакии 1948 установили монопольную власть КПЧ. Главой чехословацкого государства стал Готвальд. Новое правительство возглавил Антонин Запотоцкий. В его кабинете Алексей Чепичка получил пост министра юстиции. На этом посту Чепичка провёл чистку судейского корпуса: тысячи «политически неблагонадёжных» профессионалов были уволены, их заменили выдвиженцы КПЧ. В чехословацком судопроизводстве обозначился резкий обвинительный уклон, адвокатура подчинена министерству. Был разработан новый Уголовный кодекс и введён закон 1948 года «о защите народной республики» — предусматривавший суровые наказания, вплоть до смертной казни, по политическим обвинениям. Эти юридические новации создали формально-правовую базу для массовых политических репрессий.
С апреля 1950 Алексей Чепичка — министр национальной обороны Чехословакии в звании генерала армии. На IX съезде КПЧ в июне 1949 введён в состав ЦК, с сентября 1951 — член Президиума (Политбюро) и секретарь ЦК КПЧ. Принадлежал к «большой семёрке» высших партийно-государственных руководителей — наряду с президентом Готвальдом, премьером Запотоцким, секретарём ЦК Новотным, министром внутренних дел Носеком, министром иностранных дел Широким и министром информации Копецким.
Алексей Чепичка был активным проводником репрессивной политики. По его министерскому указанию в структуре чехословацкой армии были созданы Вспомогательные технические батальоны (PTP) — фактически трудовые лагеря для интернирования, бессудного заключения и принудительного труда под военным контролем. Эти подразделения не только обеспечивали дешёвой рабочей силой государственные предприятия горнодобычи и строительства. PTP использовались как карательная мера против политически нелояльных граждан. Через эту систему прошли, по разным оценкам, 35—60 тысяч человек, несколько сотен погибли.
С 1950 года Чепичка председательствовал в государственной комиссии по церковным делам. На этом посту Чепичка, в порядке «борьбы с Ватиканом» руководил преследованиями католических церквей в Чехии и в Словакии, организовывал показательные процессы. Участвовал в подготовке процесса Сланского. 23 июля 1951 эта тема обсуждалась в Кремле на совещании Иосифа Сталина, Вячеслава Молотова и Алексея Чепички. Клемент Готвальд не прибыл, сославшись на недомогание, и специально отправил Чепичку как своего доверенного представителя.
Министр обороны Чепичка всячески укреплял чехословацкие вооружённые силы как союзника СССР в будущей войне. 9-12 января 1951 года состоялась встреча Чепички со Сталиным, на которой, по мнению западных историков, была принята установка готовиться к наступательной войне против Западной Европы. Чепичка интенсивно перестраивал чехословацкую армию на основе советской модели, руководствовался указаниями из Москвы, держал в качестве советников сотни советских офицеров. За период его министерства военные расходы Чехословакии выросли в 4,5 раза (по неофициальным данным, значительно больше). Армия превратилась «государство в государстве», профессиональные военные стали привилегированной социальной группой.

## Отстранение
Клемент Готвальд умер 14 марта 1953, через несколько дней после смерти Сталина. Положение Алексея Чепички оказалось резко подорвано. Новый советский лидер Никита Хрущёв симпатизировал Людвику Свободе, предшественнику Чепички на посту министра обороны, и настаивал на его реабилитации. Кроме того, хрущёвская концепция мирного сосуществования полностью противоречила военной доктрине Чепички.
Послеготвальдовское руководство КПЧ во главе с Запотоцким, Новотным и Широким старалось избежать радикальной десталинизации. Отстранение Чепички представлялось нежелательным знаком разрыва со сталинско-готвальдовским наследием. Чепичка сохранял серьёзный силовой ресурс, важный для контроля над ситуацией (1 июня 1953 армия была задействована в подавлении Пльзеньского рабочего восстания). Широкий и Чепичка возглавили в руководстве КПЧ консервативное крыло, выступавшее против планов «либерализации», к которым склонялся Запотоцкий. В сентябре 1953 года Чепичка был даже повышен в должности — назначен первым вице-премьером в правительстве Широкого. В мае 1955 награждён орденом Клемента Готвальда.
Однако XX съезд КПСС вынудил к оргвыводам. В апреле 1956 Алексей Чепичка снят с правительственных постов, выведен из ЦК КПЧ и отправлен на незначительную должность руководителя государственного патентного ведомства. В 1959 он перенёс сердечный приступ и ушёл на пенсию. С 1960 перестал быть депутатом Национального собрания.
Специальная комиссия ЦК КПЧ под председательством члена Политбюро Драгомира Кольдера в 1962 осудила злоупотребления властью при правлении Готвальда и реабилитировала несколько сотен репрессированных (в том числе осуждённых по процессу Сланского). Алексей Чепичка был причислен к ответственным за «деформации 1950-х годов» и в 1963 исключён из КПЧ.

## Забвение и кончина
Последние четверть века Алексей Чепичка прожил сугубо частной жизнью, всячески избегая публичности. В событиях Пражской весны, «нормализации», Бархатной революции, преобразовании ЧССР в ЧСФР не принимал никакого участия. Номенклатура КПЧ от Чепички дистанцировалась, соотечественники относились с неприязнью. Постепенно он был забыт. 
80-летний Алексей Чепичка, подверженный болезни Альцгеймера, умер в доме престарелых в предместье Праги.
В браке с Мартой Готвальдовой-Чепичковой имел двух родных дочерей и одну приёмную (дочь жены от предыдущего гражданского мужа). Жена пережила Алексея Чепичку на восемь лет и погибла в автокатастрофе.